# Fostex

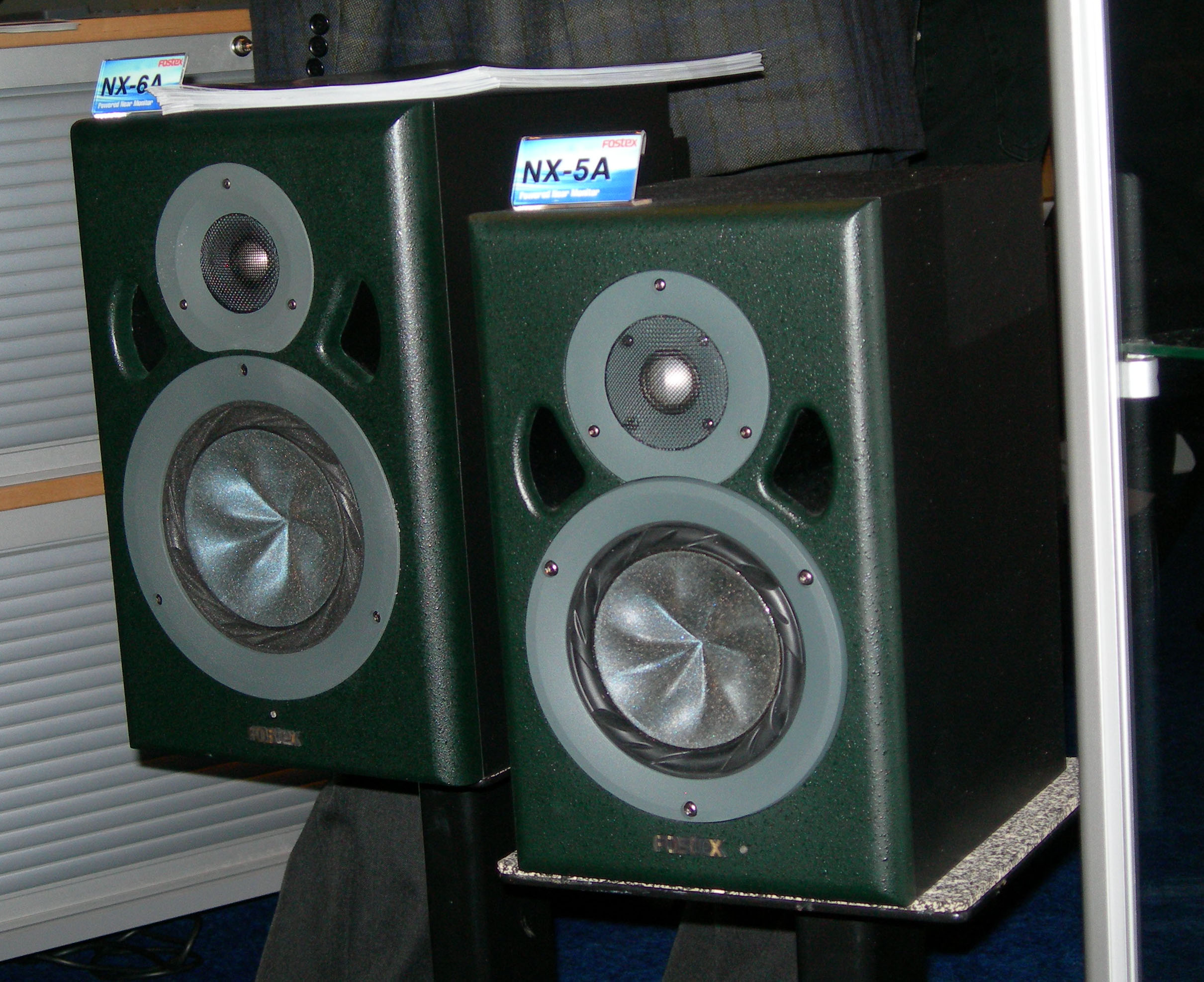
Fostex NX-6A NX-5A aktiva monitorhögtalare

Fostex är en japansk tillverkare av ljudanläggningar, främst högtalare. Företaget grundades 1948 och har högkvarter i Tokyo.